# Аэропорт Канкаки
Аэропорт Канкаки (англ. Kankakee Airport; FAA LID: 3KK) — частный аэропорт общего пользования, расположен в 6 км к юго-западу от центрального делового района города Канкаки, округ Канкаки, штат Иллинойс, в 90 км к югу от Чикаго, США, на высоте 189 метров над уровнем моря.

## История
Аэропорт Канкаки был запущен под управлением одного из великих авиаторов — Делбертом Кернером (англ. Delbert Koerner), который со своим братом в 1927 году основал компанию Koerner Aviation Inc.; лицензия Делберта была подписана Орвиллом Райтом.

## Расположение
Рельеф вокруг аэропорта Канкаки ровный. Самая высокая точка находится в 204 метрах и в 3,8 км к западу от аэропорта. Плотность населения в районе аэропорта Канкаки около 30 человек на км². Ближайший город — Канкаки, в 4,8 км к северо-востоку. Область вокруг аэропорта покрыта сельскохозяйственными полями.

## Климат
Климат континентальный. В среднем годовая температура 10° С. Самый тёплый месяц — июнь, +22° С, самый тёплый день в январе составляет −6° С. Среднее количество осадков — 1059 мм в год. Первый месяц с дождём — май в 129 мм, последний — март, 45 мм.

## Статистика
За 12-месячный период, заканчивающийся 31 июля 2012 года, в аэропорту было обслужено 11 000 рейсов авиации общего назначения, в среднем по 30 в день. В то время в этом аэропорту базировалось 25 самолётов: 88 % с одним двигателем, 8 % сверхлёгких и 4 % с несколькими двигателями.
За 12-месячный период, закончившийся 31 июля 2018 года, в аэропорту в среднем выполнялось 36 рейсов самолётов в день, или всего чуть более 13 000. Все они были общего назначения. В то время в этом аэропорту базировалось 45 самолётов: 35 одномоторных, 6 сверхлёгких и 4 многомоторных.